# Maria Annunciata van Bourbon-Sicilië

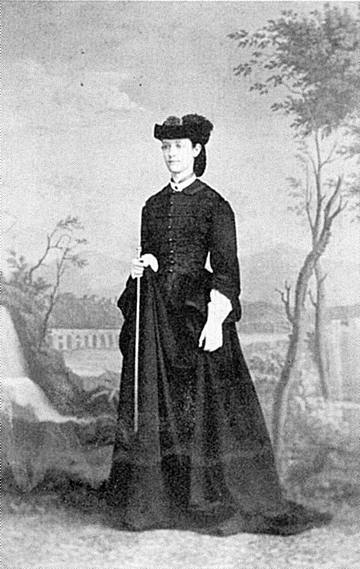
Maria Annunciata

Maria Annunciata Isabella Filomena Sabasia van Bourbon (Caserta, 24 maart 1843 – Wenen, 4 mei 1871), prinses van Beide Siciliën, aartshertogin van Oostenrijk, was een dochter van koning Ferdinand II der Beide Siciliën. Ze trouwde met aartshertog Karel Lodewijk van Oostenrijk.

## Leven
Prinses Maria Annunciata werd geboren als het vierde kind en de oudste dochter van koning Ferdinand II en koningin Theresia van Beide Sicilië. Na haar werden nog acht kinderen geboren, waarvan slechts drie meisjes. Ze kreeg de bijnaam “Ciolla”. 
Ze trouwde, net als haar zusje Maria Immaculata, met een Oostenrijkse aartshertog: in 1862 trad ze in het huwelijk met aartshertog Karel Lodewijk van Oostenrijk. Op 16 oktober vond in Rome het burgerlijke huwelijk plaats, terwijl de kerkelijke inzegening op 21 oktober in Venetië was. Haar echtgenoot was de zoon van aartshertog Frans Karel en diens vrouw Sophie van Beieren. Hij was een jongere broer van keizer Frans Jozef I van Oostenrijk en keizer Maximiliaan van Mexico.
Maria Annunciata had veel last van haar gezondheid: ze leed aan epilepsie en had veel problemen met haar longen. Ondanks haar zwakke gezondheid wist ze toch vier gezonde kinderen ter wereld te brengen, waaronder de Oostenrijkse troonopvolger Frans Ferdinand die in 1914 werd vermoord. Ze stierf erg jong: op 4 mei 1871 stierf ze op 28-jarige leeftijd in Wenen aan haar longziekte.

## Kinderen
Maria Annunciata en Karel Lodewijk kregen vier kinderen:
- Frans Ferdinand (18 december 1863–28 juni 1914), de latere troonopvolger van Frans Jozef die in 1914 in Sarajevo vermoord zou worden, trouwde met Sophie Chotek (1868–1914)
- Otto Frans (21 april 1865–1 november 1906), vader van de latere keizer Karel I, trouwde met Maria Josepha van Saksen (1867–1944)
- Ferdinand Karel (27 december 1868–12 maart 1915), trouwde met Bertha Czuber (1879–1979)
- Margaretha Sophie (13 mei 1870–24 augustus 1902), de latere echtgenote van Albrecht van Württemberg (1865-1939)

## Kwartierstaat
| Ferdinand I der Beide Siciliën (1751-1825) | Ferdinand I der Beide Siciliën (1751-1825) | Ferdinand I der Beide Siciliën (1751-1825) | Ferdinand I der Beide Siciliën (1751-1825) | Ferdinand I der Beide Siciliën (1751-1825) | Ferdinand I der Beide Siciliën (1751-1825) | Maria Carolina van Oostenrijk (1752-1814) | Maria Carolina van Oostenrijk (1752-1814) | Maria Carolina van Oostenrijk (1752-1814) | Maria Carolina van Oostenrijk (1752-1814) | Maria Carolina van Oostenrijk (1752-1814)   | Maria Carolina van Oostenrijk (1752-1814)   |                                             |                                             | Karel IV van Spanje (1748-1819)             | Karel IV van Spanje (1748-1819)             | Karel IV van Spanje (1748-1819)                  | Karel IV van Spanje (1748-1819)                  | Karel IV van Spanje (1748-1819)                  | Karel IV van Spanje (1748-1819)                  | Maria Louisa van Parma (1751-1819)               | Maria Louisa van Parma (1751-1819)               | Maria Louisa van Parma (1751-1819) | Maria Louisa van Parma (1751-1819) | Maria Louisa van Parma (1751-1819)               | Maria Louisa van Parma (1751-1819)               |                                                  |                                                  | Keizer Leopold II (1747-1792)                    | Keizer Leopold II (1747-1792)                    | Keizer Leopold II (1747-1792) | Keizer Leopold II (1747-1792) | Keizer Leopold II (1747-1792)             | Keizer Leopold II (1747-1792)             | Marie Louise van Bourbon (1745-1792)      | Marie Louise van Bourbon (1745-1792)      | Marie Louise van Bourbon (1745-1792)      | Marie Louise van Bourbon (1745-1792)      | Marie Louise van Bourbon (1745-1792) | Marie Louise van Bourbon (1745-1792) |                                              |                                              | Frederik Willem van Nassau-Weilburg (1768-1816) | Frederik Willem van Nassau-Weilburg (1768-1816) | Frederik Willem van Nassau-Weilburg (1768-1816) | Frederik Willem van Nassau-Weilburg (1768-1816) | Frederik Willem van Nassau-Weilburg (1768-1816) | Frederik Willem van Nassau-Weilburg (1768-1816) | Louise van Sayn-Hachenburg (1772-1827)    | Louise van Sayn-Hachenburg (1772-1827)    | Louise van Sayn-Hachenburg (1772-1827) | Louise van Sayn-Hachenburg (1772-1827) | Louise van Sayn-Hachenburg (1772-1827) | Louise van Sayn-Hachenburg (1772-1827) |  |  |  |  |  |  |  |  |  |  |  |  |  |  |  |  |  |  |  |  |  |  |  |  |  |  |  |  |  |  |  |  |  |  |  |  |  |  |  |  |  |  |  |  |  |  |  |  |
| Ferdinand I der Beide Siciliën (1751-1825) | Ferdinand I der Beide Siciliën (1751-1825) | Ferdinand I der Beide Siciliën (1751-1825) | Ferdinand I der Beide Siciliën (1751-1825) | Ferdinand I der Beide Siciliën (1751-1825) | Ferdinand I der Beide Siciliën (1751-1825) | Maria Carolina van Oostenrijk (1752-1814) | Maria Carolina van Oostenrijk (1752-1814) | Maria Carolina van Oostenrijk (1752-1814) | Maria Carolina van Oostenrijk (1752-1814) | Maria Carolina van Oostenrijk (1752-1814)   | Maria Carolina van Oostenrijk (1752-1814)   |                                             |                                             | Karel IV van Spanje (1748-1819)             | Karel IV van Spanje (1748-1819)             | Karel IV van Spanje (1748-1819)                  | Karel IV van Spanje (1748-1819)                  | Karel IV van Spanje (1748-1819)                  | Karel IV van Spanje (1748-1819)                  | Maria Louisa van Parma (1751-1819)               | Maria Louisa van Parma (1751-1819)               | Maria Louisa van Parma (1751-1819) | Maria Louisa van Parma (1751-1819) | Maria Louisa van Parma (1751-1819)               | Maria Louisa van Parma (1751-1819)               |                                                  |                                                  | Keizer Leopold II (1747-1792)                    | Keizer Leopold II (1747-1792)                    | Keizer Leopold II (1747-1792) | Keizer Leopold II (1747-1792) | Keizer Leopold II (1747-1792)             | Keizer Leopold II (1747-1792)             | Marie Louise van Bourbon (1745-1792)      | Marie Louise van Bourbon (1745-1792)      | Marie Louise van Bourbon (1745-1792)      | Marie Louise van Bourbon (1745-1792)      | Marie Louise van Bourbon (1745-1792) | Marie Louise van Bourbon (1745-1792) |                                              |                                              | Frederik Willem van Nassau-Weilburg (1768-1816) | Frederik Willem van Nassau-Weilburg (1768-1816) | Frederik Willem van Nassau-Weilburg (1768-1816) | Frederik Willem van Nassau-Weilburg (1768-1816) | Frederik Willem van Nassau-Weilburg (1768-1816) | Frederik Willem van Nassau-Weilburg (1768-1816) | Louise van Sayn-Hachenburg (1772-1827)    | Louise van Sayn-Hachenburg (1772-1827)    | Louise van Sayn-Hachenburg (1772-1827) | Louise van Sayn-Hachenburg (1772-1827) | Louise van Sayn-Hachenburg (1772-1827) | Louise van Sayn-Hachenburg (1772-1827) |  |  |  |  |  |  |  |  |  |  |  |  |  |  |  |  |  |  |  |  |  |  |  |  |  |  |  |  |  |  |  |  |  |  |  |  |  |  |  |  |  |  |  |  |  |  |  |  |
|                                            |                                            |                                            |                                            |                                            |                                            |                                           |                                           |                                           |                                           |                                             |                                             |                                             |                                             |                                             |                                             |                                                  |                                                  |                                                  |                                                  |                                                  |                                                  |                                    |                                    |                                                  |                                                  |                                                  |                                                  |                                                  |                                                  |                               |                               |                                           |                                           |                                           |                                           |                                           |                                           |                                      |                                      |                                              |                                              |                                                 |                                                 |                                                 |                                                 |                                                 |                                                 |                                           |                                           |                                        |                                        |                                        |                                        |  |  |  |  |  |  |  |  |  |  |  |  |  |  |  |  |  |  |  |  |  |  |  |  |  |  |  |  |  |  |  |  |  |  |  |  |  |  |  |  |  |  |  |  |  |  |  |  |
|                                            |                                            |                                            |                                            | Frans I der Beide Siciliën (1777-1830)     | Frans I der Beide Siciliën (1777-1830)     | Frans I der Beide Siciliën (1777-1830)    | Frans I der Beide Siciliën (1777-1830)    | Frans I der Beide Siciliën (1777-1830)    | Frans I der Beide Siciliën (1777-1830)    |                                             |                                             |                                             |                                             |                                             |                                             | Maria Isabella van Bourbon (1789-1848)           | Maria Isabella van Bourbon (1789-1848)           | Maria Isabella van Bourbon (1789-1848)           | Maria Isabella van Bourbon (1789-1848)           | Maria Isabella van Bourbon (1789-1848)           | Maria Isabella van Bourbon (1789-1848)           |                                    |                                    |                                                  |                                                  |                                                  |                                                  |                                                  |                                                  |                               |                               | Karel van Oostenrijk-Teschen (1771-1847)  | Karel van Oostenrijk-Teschen (1771-1847)  | Karel van Oostenrijk-Teschen (1771-1847)  | Karel van Oostenrijk-Teschen (1771-1847)  | Karel van Oostenrijk-Teschen (1771-1847)  | Karel van Oostenrijk-Teschen (1771-1847)  |                                      |                                      |                                              |                                              |                                                 |                                                 | Henriëtte van Nassau-Weilburg (1797-1829)       | Henriëtte van Nassau-Weilburg (1797-1829)       | Henriëtte van Nassau-Weilburg (1797-1829)       | Henriëtte van Nassau-Weilburg (1797-1829)       | Henriëtte van Nassau-Weilburg (1797-1829) | Henriëtte van Nassau-Weilburg (1797-1829) |                                        |                                        |                                        |                                        |  |  |  |  |  |  |  |  |  |  |  |  |  |  |  |  |  |  |  |  |  |  |  |  |  |  |  |  |  |  |  |  |  |  |  |  |  |  |  |  |  |  |  |  |  |  |  |  |
|                                            |                                            |                                            |                                            | Frans I der Beide Siciliën (1777-1830)     | Frans I der Beide Siciliën (1777-1830)     | Frans I der Beide Siciliën (1777-1830)    | Frans I der Beide Siciliën (1777-1830)    | Frans I der Beide Siciliën (1777-1830)    | Frans I der Beide Siciliën (1777-1830)    |                                             |                                             |                                             |                                             |                                             |                                             | Maria Isabella van Bourbon (1789-1848)           | Maria Isabella van Bourbon (1789-1848)           | Maria Isabella van Bourbon (1789-1848)           | Maria Isabella van Bourbon (1789-1848)           | Maria Isabella van Bourbon (1789-1848)           | Maria Isabella van Bourbon (1789-1848)           |                                    |                                    |                                                  |                                                  |                                                  |                                                  |                                                  |                                                  |                               |                               | Karel van Oostenrijk-Teschen (1771-1847)  | Karel van Oostenrijk-Teschen (1771-1847)  | Karel van Oostenrijk-Teschen (1771-1847)  | Karel van Oostenrijk-Teschen (1771-1847)  | Karel van Oostenrijk-Teschen (1771-1847)  | Karel van Oostenrijk-Teschen (1771-1847)  |                                      |                                      |                                              |                                              |                                                 |                                                 | Henriëtte van Nassau-Weilburg (1797-1829)       | Henriëtte van Nassau-Weilburg (1797-1829)       | Henriëtte van Nassau-Weilburg (1797-1829)       | Henriëtte van Nassau-Weilburg (1797-1829)       | Henriëtte van Nassau-Weilburg (1797-1829) | Henriëtte van Nassau-Weilburg (1797-1829) |                                        |                                        |                                        |                                        |  |  |  |  |  |  |  |  |  |  |  |  |  |  |  |  |  |  |  |  |  |  |  |  |  |  |  |  |  |  |  |  |  |  |  |  |  |  |  |  |  |  |  |  |  |  |  |  |
|                                            |                                            |                                            |                                            |                                            |                                            |                                           |                                           |                                           |                                           | Ferdinand II der Beide Siciliën (1810-1859) | Ferdinand II der Beide Siciliën (1810-1859) | Ferdinand II der Beide Siciliën (1810-1859) | Ferdinand II der Beide Siciliën (1810-1859) | Ferdinand II der Beide Siciliën (1810-1859) | Ferdinand II der Beide Siciliën (1810-1859) |                                                  |                                                  |                                                  |                                                  |                                                  |                                                  |                                    |                                    |                                                  |                                                  |                                                  |                                                  |                                                  |                                                  |                               |                               |                                           |                                           |                                           |                                           |                                           |                                           | Theresia van Oostenrijk (1816-1867)  | Theresia van Oostenrijk (1816-1867)  | Theresia van Oostenrijk (1816-1867)          | Theresia van Oostenrijk (1816-1867)          | Theresia van Oostenrijk (1816-1867)             | Theresia van Oostenrijk (1816-1867)             |                                                 |                                                 |                                                 |                                                 |                                           |                                           |                                        |                                        |                                        |                                        |  |  |  |  |  |  |  |  |  |  |  |  |  |  |  |  |  |  |  |  |  |  |  |  |  |  |  |  |  |  |  |  |  |  |  |  |  |  |  |  |  |  |  |  |  |  |  |  |
|                                            |                                            |                                            |                                            |                                            |                                            |                                           |                                           |                                           |                                           | Ferdinand II der Beide Siciliën (1810-1859) | Ferdinand II der Beide Siciliën (1810-1859) | Ferdinand II der Beide Siciliën (1810-1859) | Ferdinand II der Beide Siciliën (1810-1859) | Ferdinand II der Beide Siciliën (1810-1859) | Ferdinand II der Beide Siciliën (1810-1859) |                                                  |                                                  |                                                  |                                                  |                                                  |                                                  |                                    |                                    |                                                  |                                                  |                                                  |                                                  |                                                  |                                                  |                               |                               |                                           |                                           |                                           |                                           |                                           |                                           | Theresia van Oostenrijk (1816-1867)  | Theresia van Oostenrijk (1816-1867)  | Theresia van Oostenrijk (1816-1867)          | Theresia van Oostenrijk (1816-1867)          | Theresia van Oostenrijk (1816-1867)             | Theresia van Oostenrijk (1816-1867)             |                                                 |                                                 |                                                 |                                                 |                                           |                                           |                                        |                                        |                                        |                                        |  |  |  |  |  |  |  |  |  |  |  |  |  |  |  |  |  |  |  |  |  |  |  |  |  |  |  |  |  |  |  |  |  |  |  |  |  |  |  |  |  |  |  |  |  |  |  |  |
|                                            |                                            |                                            |                                            |                                            |                                            |                                           |                                           |                                           |                                           |                                             |                                             |                                             |                                             |                                             |                                             |                                                  |                                                  |                                                  |                                                  |                                                  |                                                  |                                    |                                    |                                                  |                                                  |                                                  |                                                  |                                                  |                                                  |                               |                               |                                           |                                           |                                           |                                           |                                           |                                           |                                      |                                      |                                              |                                              |                                                 |                                                 |                                                 |                                                 |                                                 |                                                 |                                           |                                           |                                        |                                        |                                        |                                        |  |  |  |  |  |  |  |  |  |  |  |  |  |  |  |  |  |  |  |  |  |  |  |  |  |  |  |  |  |  |  |  |  |  |  |  |  |  |  |  |  |  |  |  |  |  |  |  |
|                                            |                                            |                                            |                                            |                                            |                                            |                                           |                                           |                                           |                                           |                                             |                                             |                                             |                                             |                                             |                                             |                                                  |                                                  |                                                  |                                                  |                                                  |                                                  |                                    |                                    |                                                  |                                                  |                                                  |                                                  |                                                  |                                                  |                               |                               |                                           |                                           |                                           |                                           |                                           |                                           |                                      |                                      |                                              |                                              |                                                 |                                                 |                                                 |                                                 |                                                 |                                                 |                                           |                                           |                                        |                                        |                                        |                                        |  |  |  |  |  |  |  |  |  |  |  |  |  |  |  |  |  |  |  |  |  |  |  |  |  |  |  |  |  |  |  |  |  |  |  |  |  |  |  |  |  |  |  |  |  |  |  |  |
| Lodewijk van Bourbon-Sicilië (1838-1886)   | Lodewijk van Bourbon-Sicilië (1838-1886)   | Lodewijk van Bourbon-Sicilië (1838-1886)   | Lodewijk van Bourbon-Sicilië (1838-1886)   | Lodewijk van Bourbon-Sicilië (1838-1886)   | Lodewijk van Bourbon-Sicilië (1838-1886)   |                                           |                                           | Alfons van Bourbon-Sicilië (1841-1934)    | Alfons van Bourbon-Sicilië (1841-1934)    | Alfons van Bourbon-Sicilië (1841-1934)      | Alfons van Bourbon-Sicilië (1841-1934)      | Alfons van Bourbon-Sicilië (1841-1934)      | Alfons van Bourbon-Sicilië (1841-1934)      |                                             |                                             | Maria Annunciata van Bourbon-Sicilië (1843-1871) | Maria Annunciata van Bourbon-Sicilië (1843-1871) | Maria Annunciata van Bourbon-Sicilië (1843-1871) | Maria Annunciata van Bourbon-Sicilië (1843-1871) | Maria Annunciata van Bourbon-Sicilië (1843-1871) | Maria Annunciata van Bourbon-Sicilië (1843-1871) |                                    |                                    | Maria Immaculata van Bourbon-Sicilië (1844-1899) | Maria Immaculata van Bourbon-Sicilië (1844-1899) | Maria Immaculata van Bourbon-Sicilië (1844-1899) | Maria Immaculata van Bourbon-Sicilië (1844-1899) | Maria Immaculata van Bourbon-Sicilië (1844-1899) | Maria Immaculata van Bourbon-Sicilië (1844-1899) |                               |                               | Maria Pia van Bourbon-Sicilië (1849-1882) | Maria Pia van Bourbon-Sicilië (1849-1882) | Maria Pia van Bourbon-Sicilië (1849-1882) | Maria Pia van Bourbon-Sicilië (1849-1882) | Maria Pia van Bourbon-Sicilië (1849-1882) | Maria Pia van Bourbon-Sicilië (1849-1882) |                                      |                                      | Maria Louise van Bourbon-Sicilië (1855-1874) | Maria Louise van Bourbon-Sicilië (1855-1874) | Maria Louise van Bourbon-Sicilië (1855-1874)    | Maria Louise van Bourbon-Sicilië (1855-1874)    | Maria Louise van Bourbon-Sicilië (1855-1874)    | Maria Louise van Bourbon-Sicilië (1855-1874)    |                                                 |                                                 | + 6 broers                                | + 6 broers                                | + 6 broers                             | + 6 broers                             | + 6 broers                             | + 6 broers                             |  |  |  |  |  |  |  |  |  |  |  |  |  |  |  |  |  |  |  |  |  |  |  |  |  |  |  |  |  |  |  |  |  |  |  |  |  |  |  |  |  |  |  |  |  |  |  |  |